# Sebastian Arcelus
Sebastian Arcelus (Nueva York, 5 de noviembre de 1976) es un actor estadounidense, conocido por sus papeles de Lucas Goodwin en la serie de Netflix House of Cards y Jay Whitman en Madam Secretary.

## Biografía
Arcelus nació en Nueva York, hijo de la noble húngara Fiamentta Farace y Victor Carlos Arcelus. Es de ascendencia italiana, rusa, serbia y alemana de parte de su madre y uruguaya de parte de su padre. Sus abuelos maternos son Ruggero Farace, Marqués de Villaforesta y la Princesa Catherina Ivanovna de Rusia, quien fue hija del Príncipe John Konstantinovich de Rusia y la Princesa Helena de Serbia, y la última miembro de la Dinastía Romanov nacida después de la Revolución rusa. 
Estudió en el Williams College y habla perfectamente el idioma español, aparte del inglés.
Aparte de su abuela materna, es primo de la actriz Catherine Oxenberg, con quien comparte sus raíces serbias. Es descendiente de Sofía de Hannover, convirtiéndose en lejano en la línea de sucesión de la monarquía británica.
Está casado con la también actriz Stephanie J. Block desde 2007. Tuvieron una hija llamada Viviene Helena, nacida el 19 de enero de 2015.

## Filmografía
| Año           | Título                 | Papel          | Notas           |
| ------------- | ---------------------- | -------------- | --------------- |
| 2011          | Person of Interest     | Matthews       | Episodio 1x05   |
| 2012          | The Last Day of August | Mark           |                 |
| 2013–14, 2016 | House of Cards         | Lucas Goodwin  | 17 episodios    |
| 2014          | It Could Be Worse      | Howard         | Miniserie       |
| 2014          | The Leftovers          | Doug Durst     | 2 episodios     |
| 2014          | The Best of Me         | Frank          |                 |
| 2014–present  | Madam Secretary        | Jay Whitman    | Papel principal |
| 2015          | Ted 2                  | Dr. Ed Danzer  |                 |
| 2016          | Codes of Conduct       | Simon          |                 |
| 2016          | Split                  | Padre de Casey |                 |

### Doblaje
- Go, Diego, Go! (Nickelodeon) - Papi
- Samurai Deeper Kyo - Hotaru
- Shaman King - Yoh Asakura / Zeke Asakura (Hao Asakura)
- Gokusen - Youichi Minami
- Dinosaur King - Rex Ancient (Rex Owen)
- Yu-Gi-Oh! - Espa Roba, Rex Raptor
- Shrine of the Morning Mist - Tadahiro Amatsu
- Ultimate Muscle - Road Rage / Additional Voices
- Winx Club (4Kids Entertainment edit) - Timmy/Palladium
- Pokemon: Destiny Deoxys - Rafe
- Yu-Gi-Oh! GX - Marcel (Martin Kanou)
- Man of the People - Little G / Miscellaneous
- Turtles Forever - '87 Raphael, Foley Zipper, Ricardo Gherkin
- Yu-Gi-Oh! Zexal - Vetrix